# Этническая антропология
Этни́ческая антрополо́гия — специальный раздел физической антропологии, нацеленный на изучение истории формирования и изменчивости этно-территориальных групп человека. Данные этнической антропологии используются в качестве исторических источников, в первую очередь, в этнической истории. Тесно связана с геногеографией; направлениями этнической антропологии являются этническая одонтология, этническая дерматоглифика и другие. Как отдельный раздел возникла в Советском Союзе из-за традиции использования антропологических данных в связи с вопросами этногенеза. Термин «этническая антропология» критикуется как некорректный.
Иногда понимается как синоним расоведения, либо его часть. Также «этнической антропологией» могут называть направление на стыке этнологии и антропологии.
Между этническими общностями и антропологическими данными нет жёсткой связи. Клинальная изменчивость частот встречаемости различных признаков способна пересекать этнические границы. У многих этнокультурных групп сходный антропологический состав, причём большинство групп (вероятно, все) в той или иной степени смешаны в физико-антропологическом отношении. Кроме того, популяции подвержены естественной изменчивости.
Этническая антропология для анализа использует межгрупповую статистическую связь этносов с характеристиками биологических популяций человека. Расовые различия не фундаментальны и не имеют прямого отношения к культуре, при этом нередко коррелируют с распределением этнических групп и иногда могут быть полезны для исследователей.
Антропологическая характеристика группы обычно описывается через средние величины измерительных признаков и частоты качественных признаков, либо прочие статистические параметры, отражающие изменчивость. Это позволяет сравнивать антропологические характеристики групп стандартными математическими методами. Под «антропологическим типом» понимают статистические показатели группы, отличающие от показателей других общностей. Различия оцениваются на групповом уровне, а не индивидуальном, при этом, как правило, наблюдается перекрытие характеристик в разных этнокультурных группах.
Границы этносов и антропологических типов обычно не совпадают. При этом в некоторых случаях антропологические типы приурочены к одной или небольшому числу родственных этнических общностей: группа людей может быть определена одновременно и как этнос, и как популяционная система (возможно, из одной популяции) или раса. Например, саамы и лапоноидная раса. Такие группы рассматриваются как популяционные реликты исчезающих расовых генофондов.
Вопреки заблуждению, этносу нельзя однозначно приписать какой-либо облик, антропология не проводит «вычисления» самого типичного представителя. Риском является нахождение связей между разнородными признаками или явлениями, где их в действительности никогда не существовало. Представления о причинной связи биологических характеристик людей с этническими общностями ложны.